# Dunama jessiebarronae
Dunama jessiebarronae  (лат.) — вид бабочек-хохлаток (Nystaleinae) из семейства Notodontidae. Эндемик Центральной Америки.

## Распространение
Коста-Рика, восточные склоны Cordillera Volcanica de Guanacaste, Cordillera Volcanica Central, Cordillera de Talamanca, llanuras de Sarapiqui, и низины Caribbean, на высотах от 50 до 1 115 м. 

## Описание
Длина передних крыльев самцов 13,5—13,7 мм. Цвет серо-коричневый. Оцеллии отсутствуют. Гусеницы питаются однодольными растениями рода Heliconia (Heliconia irrasa, Heliconia latispatha, Heliconia pogonantha) и интродуцированным бананом заострённым (Musa acuminata). Среди паразитов отмечена муха-тахина из рода Lespesia (Tachinidae).
Вид D. jessiebarronae был назван в честь Джесси Баррон (Ms. Jessie Barron), прапрабабушки Джесси Хилл (Jessie Hill, Филадельфия и Гавайи) как признание вклада Д. Хилл в охрану лесов, где обитает данный вид.

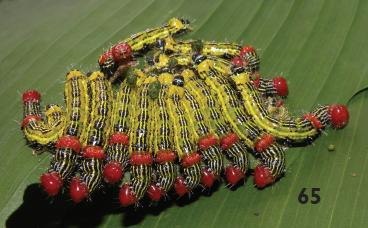
Гусеницы младших возрастов
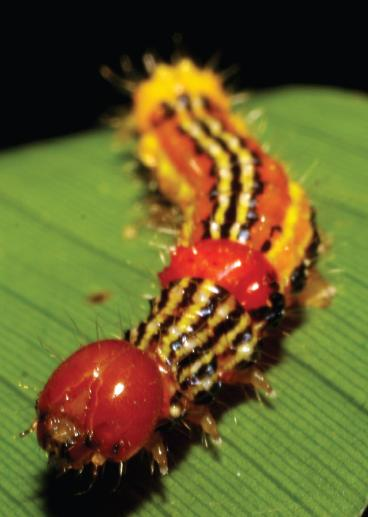
Гусеница последнего возраста
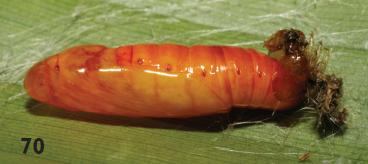
Куколка
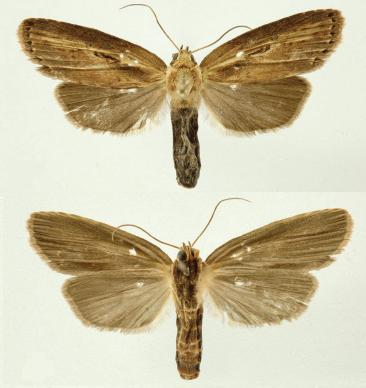
Самка Dunama jessiebarronae